# Jeroným z Colloreda (1732–1812)
Jeroným František de Paula Josef hrabě Colloredo z Waldsee a Melsu (či … z Walsee …; německy Hieronymus Franz de Paula Josef Graf Colloredo von Waldsee und Mels, někdy též Wallsee, 31. května 1732 Vídeň – 20. května 1812 tamtéž) byl šlechtic z rodu Colloredo-Walsee, v letech 1761–1772 biskup gurský a v letech 1772–1803 poslední vládnoucí kníže-arcibiskup Salcburského knížecího arcibiskupství, poté ještě duchovní správce salcburské arcidiecéze z Vídně až do svého skonu v roce 1812. Působil a jednal jako výrazný stoupenec katolického osvícenství.

## Životopis
Jeroným se narodil jako pátý z osmnácti potomků říšského vicekancléře Rudolfa Josefa hraběte Colloreda z Waldsee a Melsu, jeho manželky Marie Františky Gabriely, rozené hraběnky ze Starhembergu. V roce 1724 povýšil císař Karel VI. rod do říšského hraběcího stavu a v roce 1763 udělil císař František I. Štěpán rodu říšský knížecí stav podle práva primogenitury.

### Colloredo jako kníže
Colloredo měl za cíl vytvořit ze Salcburku vzorové duchovní území v Říši, předvoj osvícenství v katolické německé jazykové a kulturní oblasti. Jako své bezprostřední pomocníky zpravidla nezaměstnával ani Rakušany, ani Bavory, ale osobnosti z katolických rýnsko-franských a švábských zemí.
Reformoval katolickou liturgii, kulturní a společenskou oblast a školský systém.
Prvním cílem pro Colloreda bylo oddlužení arcibiskupství, což se mu brzy podařilo chytrou úspornou politikou v kombinaci se zvyšováním daní. Kromě toho investoval státní rezervy na vídeňské burze cenných papírů, i když v důsledku propadů cen ztratil množství kapitálu.
Progresivní duch přilákal do Salcburku přední vědce, spisovatele a hudebníky z německy mluvícího světa. Spolu s Wolfgangem Amadeem Mozartem byl Michael Haydn církevním hudebníkem, kterého si Colloredo velmi vážil (Mozart složil např. pro Colloredovu neteř Antonii hraběnku Lützow, žákyni jeho otce Leopolda Mozarta, klavírní koncert: KV 246). Colloredo volal nebo se obklopoval lidmi jako: Johann Jakob Hartenkeil (lékař, reformátor zdravotnictví a porodní asistence), Albert Christoph Dies (krajinář), August Franz Heinrich von Naumann (inženýr, malíř), Franz Michael Vierthaler (školský reformátor, spisovatel), Mathias Pockh (1720-1795, kartograf a matematik, vytvořil první salcburský atlas ulic) a Lorenz Hübner (1785-1799: vydavatel ''Oberdeutsche Staatszeitung''). Aby zavedl co nejspravedlivější daňový systém, nechal prozkoumat všechny nemovitosti a v tom, co je dnes známé jako "Hieronymus-Cadastre", první systematický katastr nemovitostí spolkové země Salcbursko.
10. prosince 1800, po nepříznivém průběhu bitvy u Hohenlindenu, musel Colloredo ustoupit před postupujícími vojsky. V roce 1803 bylo arcibiskupství sekularizováno a kníže-arcibiskup, který nyní žil v exilu ve Vídni, se vzdal všech světských nároků na moc.
Na vlastní žádost byl pohřben v katedrále sv. Štěpána ve Vídni, ale jeho ostatky byly v roce 2003 překvapivě převezeny do Salcburku a pohřbeny v kryptě katedrály sv. Ruperta a Virgila.

## Osobnost

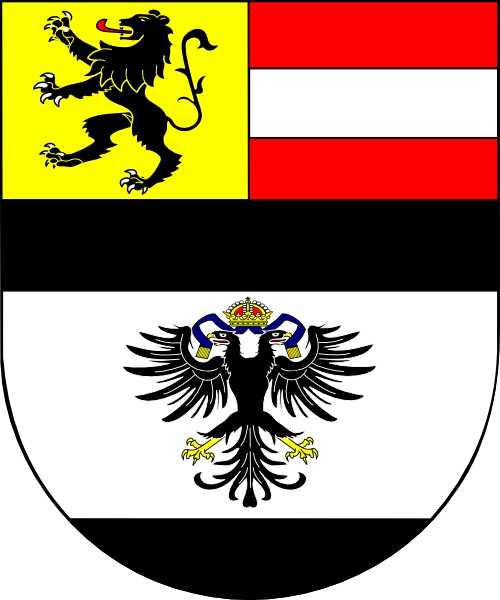
Osobní erb arcibiskupa Colloreda

Kníže Colloredo oplýval vysokou inteligencí, rychlým úsudkem, vynikajícím odhadem na lidi i velkorysým jednáním. Jeho pracovní nasazení se vyznačovalo důsledností a energičností. Své záležitosti nikdy neodkládal a většinu konečných rozhodnutí činil sám, což poukazuje na jeho přesný a rychlý obchodní odhad.
Colloredo ovládal kromě němčiny a latiny také francouzštinu, italštinu a češtinu. Byl dobrým houslistou a milovníkem hudby. Byl neduživý, vedl prostý a neokázalý život a stále držel přísnou dietu.